# Джакунська мова
Джакунська мова — мова джакунів, належить до числа австронезійських мов, вона є дуже близькою до малайської мови, можливо це лише один із архаїчних діалектів останньої.
Поширена в Малайзії, а саме у внутрішніх районах на південному сході її півострівної частини. Джакуни живуть навколо річки Пайранг, від міста Пекан у штаті Паганґ до міста Сері-Ґадінг, на сході до міста Бенут, а на північному заході сягають центральної частини басейну річки Муар у межах округів Сеґамат, Муар і Леданг у штаті Джохор.
У літературі мова та її носії зустрічаються під такими назвами: Djakun, Jakoon, Jaku'd, Jakud'n, Orang Hulu.
Джакунів зараховують до числа корінного населення Малайського півострова, до якого застосовується офіційний термін оранг-аслі.
Більшість джакунів зараз користується переважно малайською мовою.